# Томилино (платформа)
Томи́лино — остановочный пункт Рязанского направления Московской железной дороги в одноимённом посёлке городского округа Люберцы Московской области.

## История
Открыт в 1898 году для жителей дачного посёлка, назван по имени застройщика Клавдия Николаевича Томилина. Сама железная дорога появилась в 1862-м году при строительстве дороги Москва — Коломна.

## Устройство платформы
Одна платформа островного типа. Связана подземным переходом с улицами Кольцова, Гоголя с одной стороны и улицами Пушкина, Никитина, Жуковского с другой. Реконструирована в 2006—2007 годах. Платформа была оборудована турникетами, появились навесы на опорах. При реконструкции было заменено покрытие платформы, с асфальтового на плитку. Существенно улучшено освещение станции, появилось освещение в подземном переходе, которое ранее не соответствовало нормам. В связи с большим пассажиропотоком станция была оборудована двумя кассами с обеих сторон платформы. Также из-за установки турникетов непосредственно на платформе существует «касса на выход», которая работает не всё время.
На платформе существует видеонаблюдение, в нескольких местах установлены видеокамеры.
Платформа имеет большой пассажиропоток, так как стала основными транспортными воротами города Лыткарино. Самый быстрый способ проезда из Москвы в Лыткарино — до Томилино и далее на автобусе.

## Транспорт
От платформы ходят областные автобусы № 29 до Лыткарино и № 323 до посёлка Октябрьский и маршрутные такси:
- № 7 Пионерская улица (посёлок Томилино)
- № 13к (кольцевой)
- № 13 до остановки «Урожай»
- № 50к до станций метро «Лермонтовский проспект» и «Жулебино»